# Ојтин
Ојтин (њем. Eutin) град је у њемачкој савезној држави Шлезвиг-Холштајн. Једно је од 36 општинских средишта округа Остхолштајн. Према процјени из 2010. у граду је живјело 17.298 становника. Посједује регионалну шифру (AGS) 1055012, NUTS (DEF08) и LOCODE (DE EUT) код.

## Географски и демографски подаци
Ојтин се налази у савезној држави Шлезвиг-Холштајн у округу Остхолштајн. Град се налази на надморској висини од 33 метра. Површина општине износи 41,4 km². У самом граду је, према процјени из 2010. године, живјело 17.298 становника. Просјечна густина становништва износи 418 становника/km².

## Међународна сарадња
| Мјесто          | Држава               | Врста сарадње | Од    |
| --------------- | -------------------- | ------------- | ----- |
| Лоренс (Канзас) | САД                  | партнерство   | 1989. |
| Никобинг        | Данска               | партнерство   | 1992. |
| Микели          | Финска               | партнерство   | 1997. |
| Сторстромсамт   | Данска               | пријатељство  | 1977. |
| Вајт            | Уједињено Краљевство | партнерство   | 1982. |
| Рудбјерг        | Данска               | партнерство   | 1980. |
| Извор           |                      |               |       |